# Ademar Caballero
Ademar Alberto Novo Caballero (Rio de Janeiro, DF, 2 de dezembro de 1918 — , ) foi um nadador brasileiro, que participou de uma edição dos Jogos Olímpicos pelo Brasil.

## Trajetória esportiva
Começou a praticar natação no Club de Regatas Vasco da Gama e, em 1935, transferiu-se para o Clube de Regatas Guanabara.
Foi aos Jogos Olímpicos de 1936, em Berlim, quando participou da prova dos 100 metros nado costas. Tinha 17 anos e não passou da primeira fase.
Foi recordista sul-americano dos 100 e dos 200 metros nado costas.